# Équipe du Canada féminine de water-polo
L’équipe du Canada féminine de water-polo est l'équipe nationale féminine de water-polo du Canada. Elle représente ce pays aux grandes compétitions mondiales, comme les Jeux olympiques, où elle a terminé 5e en 2000 et à la 7e place en 2004.

## Palmarès
- Championnats du monde
  -  Médaille d'argent en 1991 et 2009
  -  Médaille de bronze en 2001 et 2005

- Ligue mondiale
  -  Médaille d'argent en 2009 et 2017
  -  Médaille de bronze en 2013

- Coupe du monde
  -  Médaille d'or en 1981
  -  Médaille de bronze en 1980 et 1988

- Jeux panaméricains
  -  Médaille d'or en 1999
  -  Médaille d'argent en 2003, 2007, 2011 et 2015

## Performances dans les compétitions internationales

### Jeux olympiques
- 2000 : 5e place
- 2004 : 7e place
- 2020 : 7e place
- 2024 : 8e place